# Kodiak Island Borough
Kodiak Island Borough ist ein Borough (Bezirk) im Bundesstaat Alaska in den Vereinigten Staaten. Bei der Volkszählung im Jahr 2020 wurden 13.101 Einwohner gezählt. Der Borough Seat (Verwaltungssitz) ist Kodiak.

## Geografie
Der Borough besteht aus dem Kodiak-Archipel und einem schmalen Küstenstreifen auf dem Festland. Die größte Landfläche bildet dabei die Kodiak-Insel. Die Wasserstraße, welche die Inseln vom Festland trennt, wird Schelichow-Straße genannt. Der Borough hat eine Gesamtfläche von 31.141 Quadratkilometern; davon sind 16.990 Quadratkilometer Land und 14.151 Quadratkilometer (45,44 Prozent) Wasserflächen.

### Benachbarte Boroughs und Census Areas

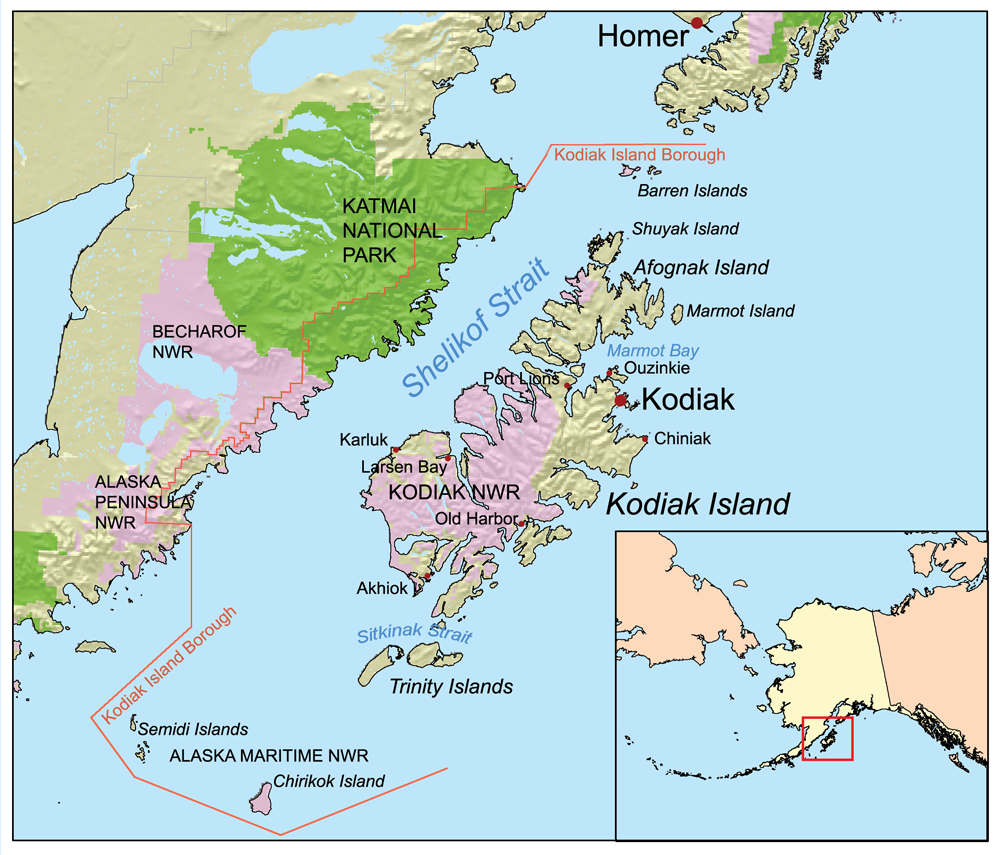
Das Kodiak Island Borough

- Kenai Peninsula Borough
- Lake and Peninsula Borough

## Geschichte
Das Borough wurde im September 1963 gegründet.

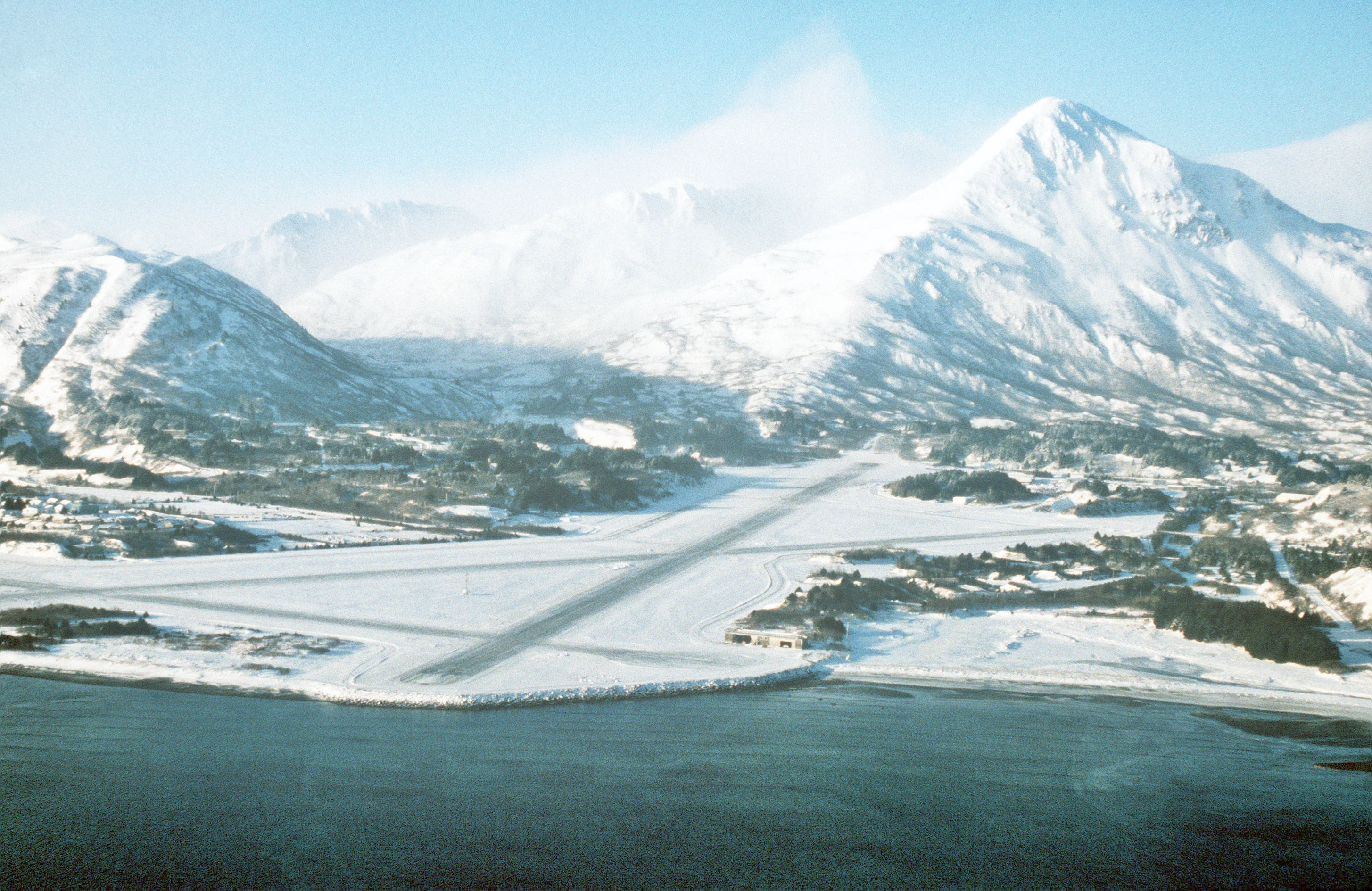
Die Kodiak Naval Operating Base and Forts Greely and Abercrombie hat seit Februar 1985 den Status eines National Historic Landmarks.

27 Bauwerke und Stätten der Stadt sind im National Register of Historic Places (NRHP) eingetragen (Stand 22. April 2020), darunter haben der Amalik Bay Archeological Historic District, die Kodiak Naval Operating Base and Forts Greely and Abercrombie, das Russian-American Company Magazin und die Three Saints Site den Status eines National Historic Landmarks.

## Demografie
Zum Zeitpunkt der Volkszählung im Jahre 2010 (U.S. Census 2010) hatte der Borough 13.592 Einwohner. Das Durchschnittsalter betrug 31,6 Jahre (nationaler Durchschnitt der USA: 35,3 Jahre). Das Pro-Kopf-Einkommen (engl. per capita income) lag bei US-Dollar 22.195 (nationaler Durchschnitt der USA: US-Dollar 21.587). 6,6 Prozent der Einwohner lagen mit ihrem Einkommen unter der Armutsgrenze (nationaler Durchschnitt der USA: 12,4 Prozent).

## Städte und Orte
Im Kodiak Island Borough befinden sich 6 Cities (Gemeinden) sowie 6 Census-designated places (gemeindefreie Gebiete) (Stand 2020).

### Cities
- Akhiok
- Kodiak
- Larsen Bay
- Old Harbor
- Ouzinkie
- Port Lions

### Census-designated places (CDPs)
- Aleneva
- Chiniak
- Karluk
- Kodiak Station
- Mill Bay
- Womens Bay